# Rurka krtaniowa
Rurka krtaniowa (laryngeal tube) – nadgłośniowy przyrząd do podtrzymywania drożności dróg oddechowych. Jest to lekko wygięta rurka wyposażona w dwa mankiety uszczelniające, gardłowy (duży) i przełykowy (mały). Mankiety wypełniane są powietrzem przez jeden balonik kontrolny. Wentylacja następuje poprzez duży otwór pomiędzy mankietami.
Występują dwie odmiany rurek krtaniowych:
- LT-D – jednorazowego użytku,
- LT - wielokrotnego użytku (do 50 sterylizacji).

## Wskazania oraz przeciwwskazania
Zastosowanie rurki krtaniowej jest takie samo, jak maski krtaniowej. Rurka krtaniowa lepiej chroni drogi oddechowe przed zachłyśnięciem treścią żołądkową. Zakładanie rurki jest proste i skuteczne. Wprowadzanie rurki „na ślepo” pozwala na szybkie zabezpieczenie drożności dróg oddechowych. Rurka krtaniowa znajduje zastosowanie głównie tam, gdzie intubacja nie jest możliwa lub gdy personel nie może jej wykonać.

## Rozmiar rurki krtaniowej jednorazowego użytku - LT-D
- Roz. 3 (mały) dla dorosłych, do 155 cm wzrostu – żółty,
- Roz. 4 (średni) dla dorosłych, od 155 do 180cm wzrostu – czerwony
- Roz. 5 (duży) dla dorosłych, powyżej 180 cm wzrostu – fioletowy

## Rozmiar rurki krtaniowej wielokrotnego użytku - LT
- Roz. 0 dla noworodków, poniżej 5 kg - przeźroczysty
- Roz. 1 dla małych dzieci, 5-12 kg - biały
- Roz. 2 dla dzieci, 12-25 kg - zielony
- Roz. 3 dla dorosłych, do 155 cm wzrostu - żółty
- Roz. 4 dla dorosłych, od 155 do 180 cm wzrostu - czerwony
- Roz. 5 dla dorosłych, powyżej 180 cm wzrostu - fioletowy

Rurkę tę można sterylizować do 50 razy.

## Technika zakładania
1. Natlenić pacjenta
2. Odessać treść z jamy ustnej
3. Sprawdzić szczelność mankietów (napełniając je powietrzem)
4. Nałożyć żel na opróżnione z powietrza mankiety
5. Wprowadzić rurkę przez środek szpary ust aż do czarnego znacznika, który powinien znaleźć się na wysokości zębów
6. Napełnić mankiety uszczelniające
7. Sprawdzić położenie rurki poprzez osłuchanie
8. Zabezpieczyć rurkę przed przygryzieniem (np. specjalnym uchwytem)
9. Umocować rurkę za pomocą specjalnego uchwytu, bądź plastra lub bandaża